# Gmach Główny Politechniki Warszawskiej
Gmach Główny Politechniki Warszawskiej – zabytkowy budynek Politechniki Warszawskiej znajdujący się przy placu Politechniki 1 w Warszawie.

## Opis
Gmach powstał na zadrzewionym skwerze, na którym m.in. w 1896 odbyła się wystawa higieniczna. Budowa gmachu zaprojektowanego dla Instytutu Politechnicznego im. Cara Mikołaja II przez Stefana Szyllera rozpoczęła się w lipcu 1899 roku i trwała 2 lata. Na fasadzie umieszczono tablice z datą rozpoczęcia (1899) i zakończenia budowy (1901).
Gmach jest typowym przykładem architektury odwołującej się do stylistyki włoskiego renesansu i baroku. Jego reprezentacyjny charakter podkreśla monumentalna, dwukondygnacyjna fasada o zaokrąglonych narożnikach. Gmach został zaprojektowany według klasycznych reguł przyjmowanych przez ówczesne uczelnie w Europie. Masywne mury nośne budynku stanowiły nie tylko konstrukcję podpierającą stropy i dach, ale kryły w sobie sieć kanałów dawnego systemu ogrzewania ciepłym powietrzem doprowadzanym z kotłowni zewnętrznej.
Projektując elewacje Stefan Szyller najwięcej starań poświęcił ukształtowaniu fasady o wspaniałej ekspozycji od strony placu. Według zasady architecture parlante XIX-wieczne dekoracje budynków stylu wysokiego: rzeźby i płaskorzeźby, malarstwo, freski i sgraffito. Na gmachu umieszczono grupę rzeźbiarską Apoteoza Wiedzy. Przed 1944 rokiem przedstawiała ona Geniusza Wiedzy i siedzące u jego stóp kobiety – personifikacje Fizyki i Chemii oraz stojącego pośrodku chłopca, symbolizującego studiującą młodzież. Po powojennej rekonstrukcji w 1965 roku postać Chemii zastąpiono alegorią Architektury.
Solidna konstrukcja Gmachu Głównego przetrwała pożary i uderzenia pocisków w czasie powstania warszawskiego.
Charakterystyczną częścią gmachu jest Duża Aula z przeszklonym dachem i wielopiętrowymi krużgankami oraz klatka schodowa inspirowana schodami zamku w Baranowie Sandomierskim. W auli tej odbywają się m.in. inauguracje roku akademickiego, konferencje, bale i wystawy. Na drugim piętrze znajduje się Mała Aula.
Sale dydaktyczne znajdujące się w gmachu są wykorzystywane przez wydziały: Administracji i Nauk Społecznych, Geodezji i Kartografii oraz Elektryczny. Jest to także siedziba Biblioteki Głównej Politechniki Warszawskiej.
W 2005, dla upamiętnienia nadania doktoratu honoris causa Politechniki (1926), w gmachu odsłonięto pomnik Marii Skłodowskiej-Curie zaprojektowany przez Maksymiliana Biskupskiego.

## Galeria

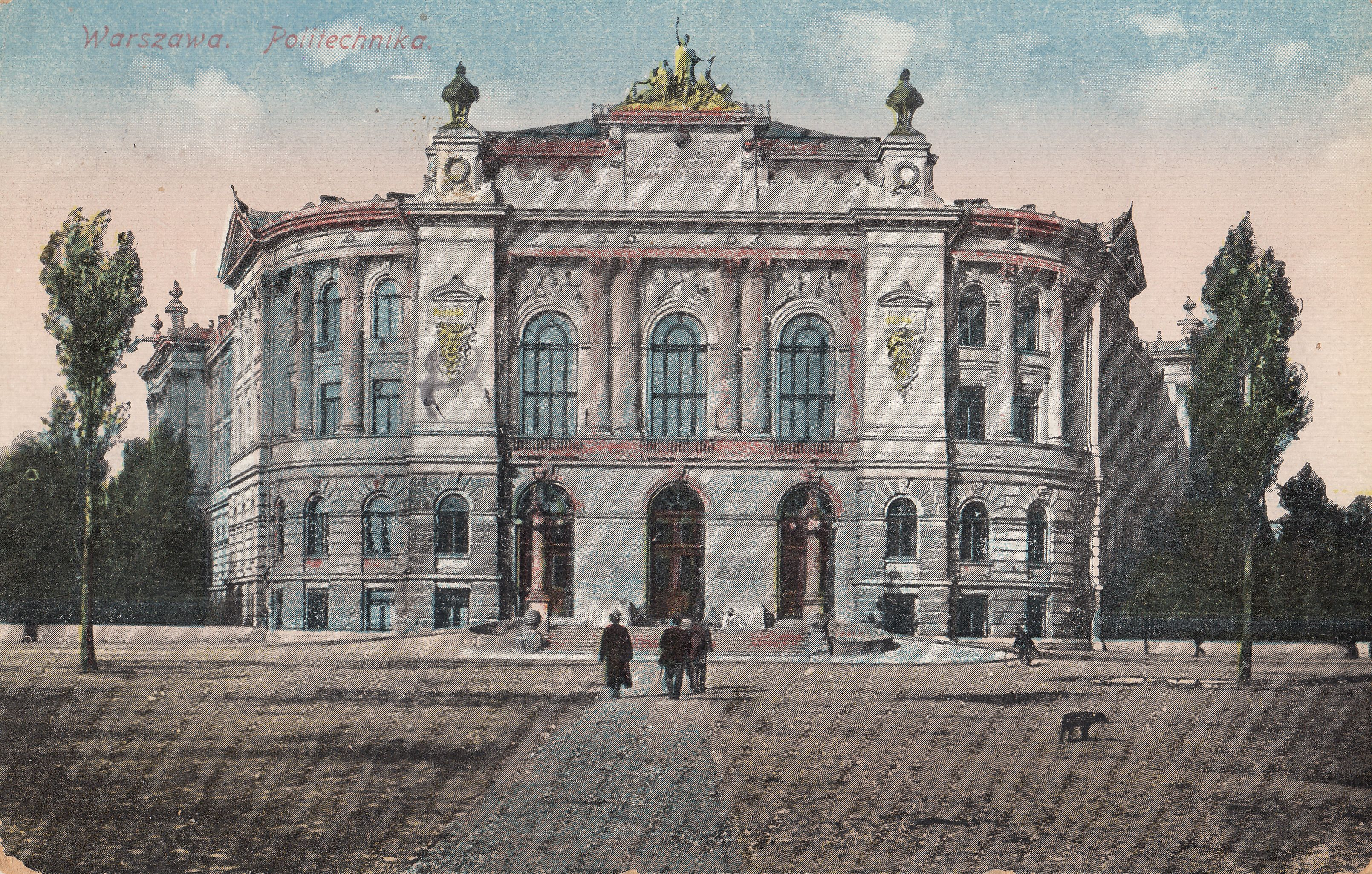
Gmach ok. 1920 roku
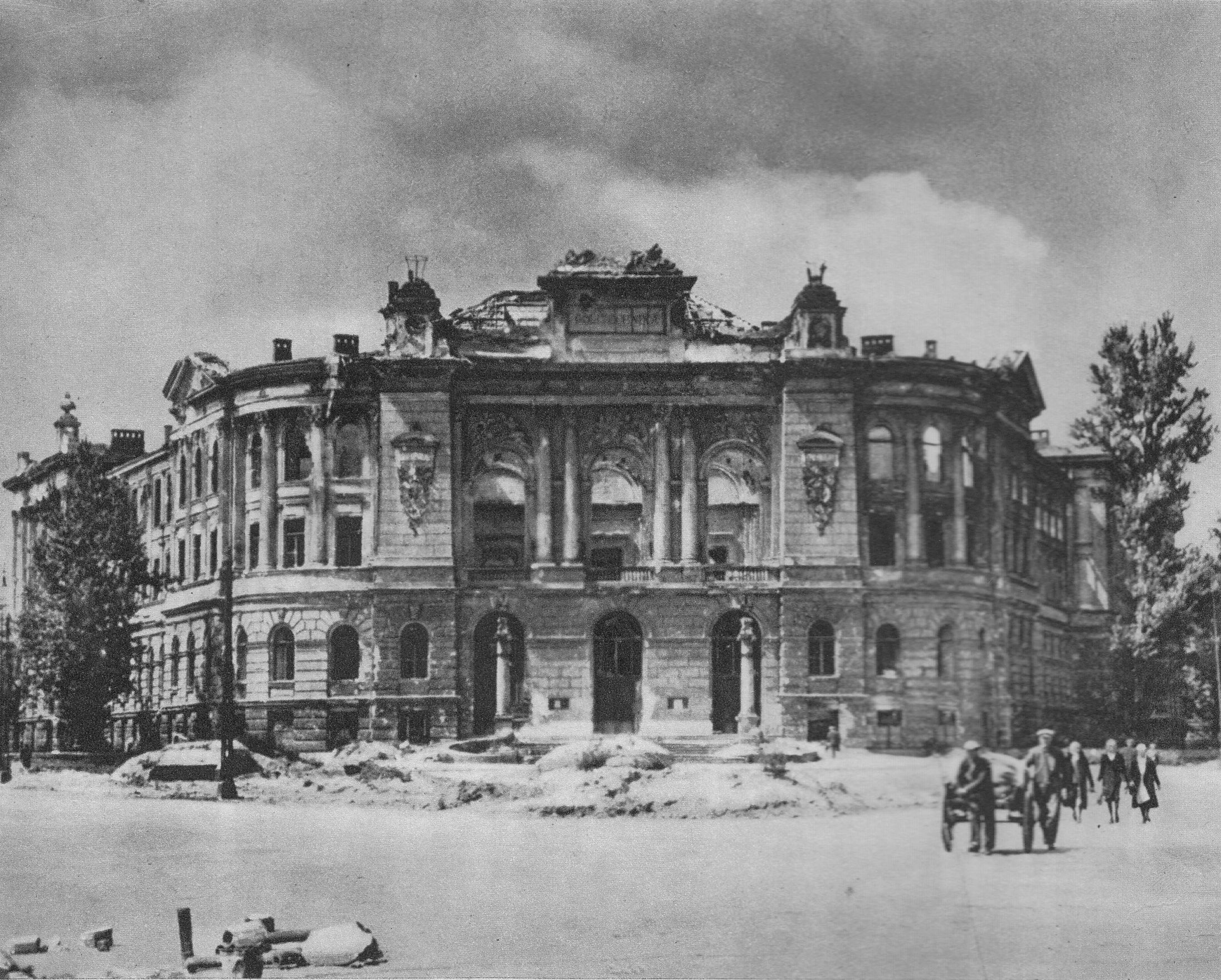
Gmach w 1945 roku
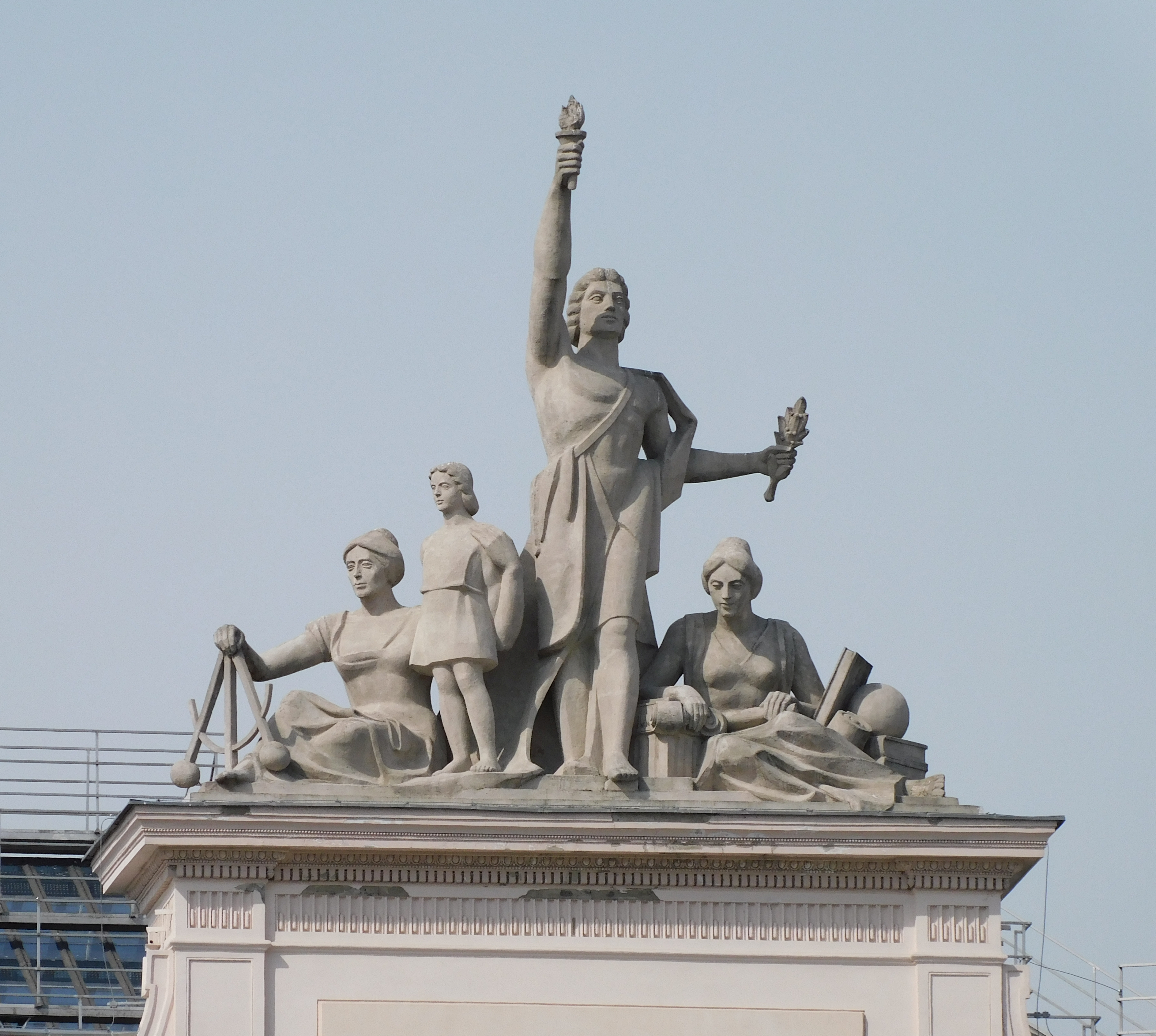
Grupa rzeźbiarska Apoteoza wiedzy
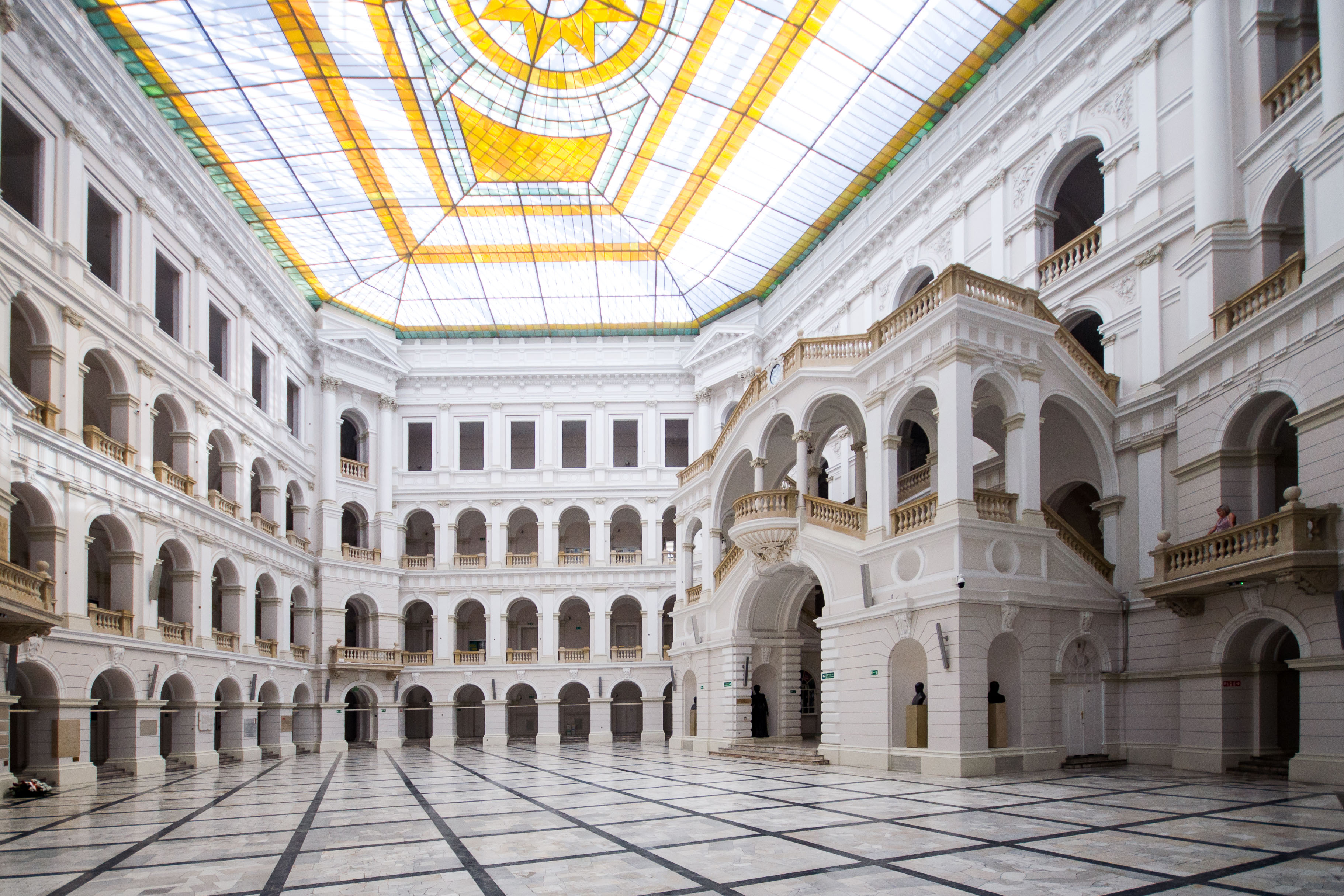
Duża Aula
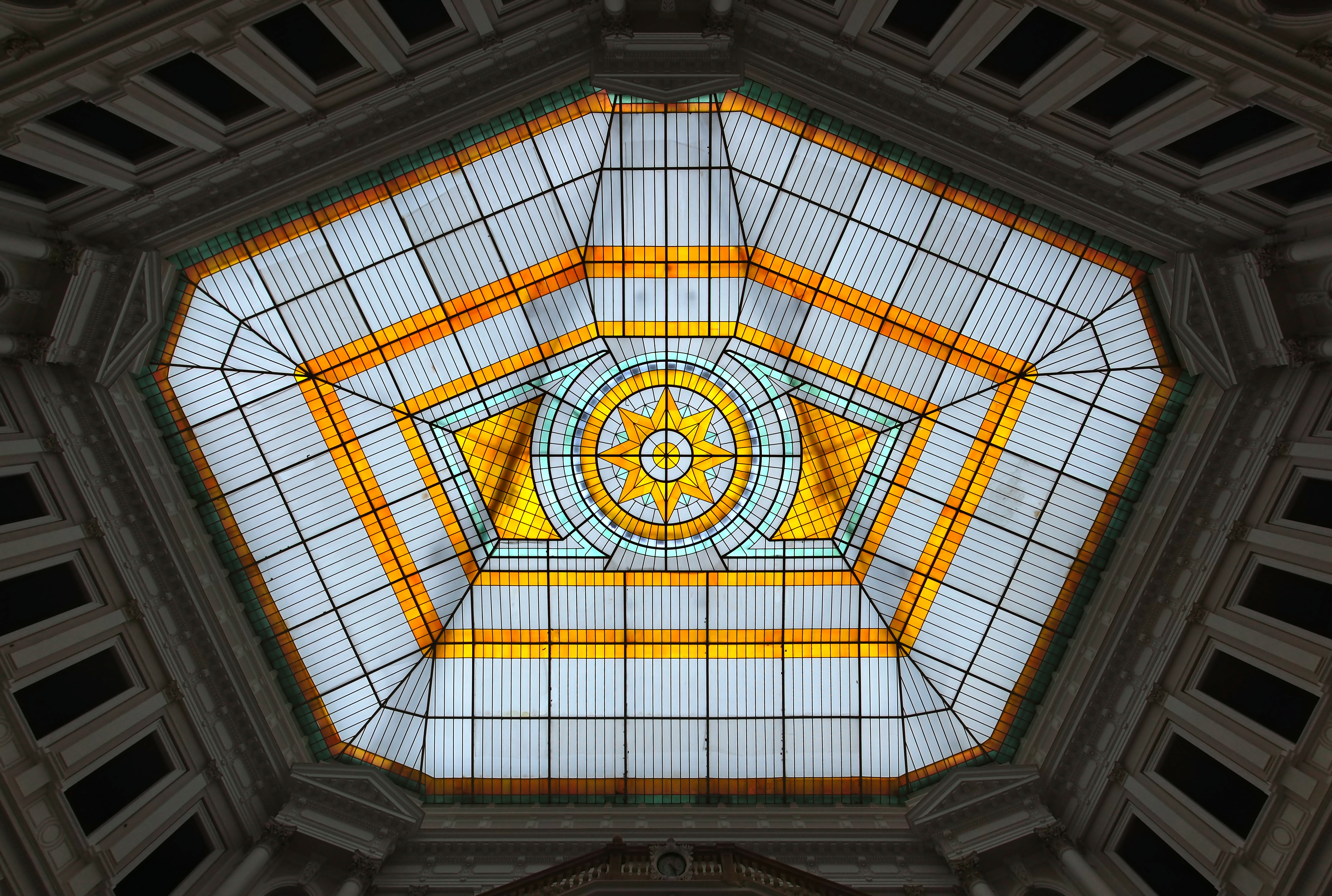
Przeszklenie Dużej Auli (2011)